# John Bruce Medaris

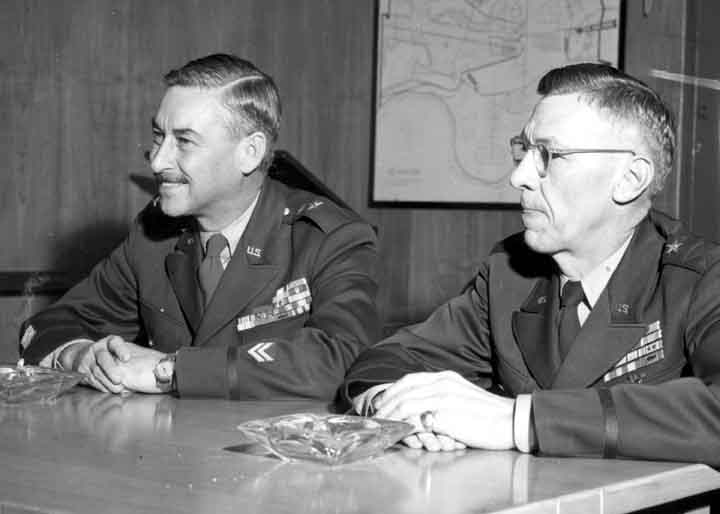
John Bruce Medaris (links, 1956)

John Bruce Medaris (* 12. Mai 1902 in Milford, Ohio; † 11. Juli 1990 in Casselberry, Florida) war ein Offizier der US Army. Ab Februar 1956 leitete er die Army Ballistic Missile Agency (ABMA), welche u. a. die Redstone- und Jupiter-Rakete entwickelte.

## Leben
Medaris trat 1918 in die Marine ein und diente während des Ersten Weltkrieges in Frankreich. Nach seiner Rückkehr studierte er Maschinenbau an der Ohio State University. Anschließend war er bis 1927 in der Army tätig. Nach Jahren in der Privatwirtschaft kam er 1939 zur Army zurück. Während des Zweiten Weltkrieges war er in Nordafrika und Europa im Einsatz.
Als Chef der Army Ballistic Missile Agency war er ab 1956 der Vorgesetzte des deutschen Raketeningenieurs Wernher von Braun, der nach Kriegsende mit seinem Team in die Vereinigten Staaten gewechselt hatte. Ende 1956 war die Entwicklung der Redstone bereits weit fortgeschritten, der Start eines Erdsatelliten schien möglich. Aufgrund von Rivalitäten zwischen Luftwaffe und Heer war ihnen jedoch untersagt worden, das Satellitenprogramm weiterzuverfolgen. Die Luftwaffe sollte, obwohl technologisch zurückliegend, für das Weltraumprogramm zuständig sein.
Unter einem Vorwand ließen von Braun und Medaris die Arbeiten an der Orbitalrakete fortführen. Nach dem Start von Sputnik 1 am 4. Oktober 1957 sollte eigentlich die Vanguard-Rakete den ersten amerikanischen Satelliten ins All befördern. Nach technischen Problemen durfte schließlich doch die Army mit ihrer Jupiter-C Explorer 1 starten. Nach der Gründung der NASA wurde von Braun mit seinem Team der neuen Behörde unterstellt. In der Folgezeit verließ Medaris die ABMA und belegte andere Ämter innerhalb des Militärs.
1960 schied Medaris aus der Army aus und wurde 1970 zum Priester geweiht. Nach seinem Tod am 11. Juli 1990 wurde er auf dem Nationalfriedhof Arlington beigesetzt.